# Урофагія
Урофагія (від лат. ūrīna — сеча і дав.-гр. -φαγία (φαγεῖν) — харчуватися) — вживання сечі, частий різновид пікацизму (спотворення смаку). Пиття сечі людиною може спостерігатися при деяких психічних захворюваннях з розладом потягів, а також в якості фетиша (різновид екскрементофілії) при сексуальних відхиленнях.

## Нетрадиційна медицина
Сеча використовувалася в деяких древніх культурах в оздоровчих і косметичних цілях, і продовжує використовуватися сучасними представниками цих культур донині. В євро-американській культурі ці практики відомі як уринотерапія, форма альтернативної медицини. Тайці здавна практикують пиття сечі в медичних цілях, наприклад, для лікування раку.

## Сексуальний фетиш
Нюховим еквівалентом екскрементофагії є екскрементофілія — обмазування себе виділеннями, обмацування, обнюхування їх — відповідно урофілія.
За урофагії збудження і задоволення приносить вигляд, нюхання і особливо пиття сечі. Урофіл із пристрастю до урофагії любить різноманітні сексуальні дії з сечею: так званий «мокрий секс», просить мочитися на нього, йому/їй в рот, а також здійснювати акт сечовипускання в його присутності в рот іншим.

## Урофагія в релігії
Мухаммед, ісламський пророк, настійно рекомендує пити сечу верблюдів. В Сахих аль-Бухарі згадується хадис, в якому говориться, що якісь люди прийшли в Медіну і захворіли. Мухаммед сказав їм пити молоко і сечу верблюдів, після чого вони одужали..